# Yu Zidi
Det här är en artikel om en person med kinesiskt personnamn; Yu är familjenamnet.
Yu Zidi, född den 6 oktober 2012, är en kinesisk simmare.

## Karriär
Yu Zidi började simma vid sex års ålder. Vid de kinesiska mästerskapen i Shenzhen år 2025 tog hon två individuella guldmedaljer, endast 12 år gammal.